# Prise de téléphone

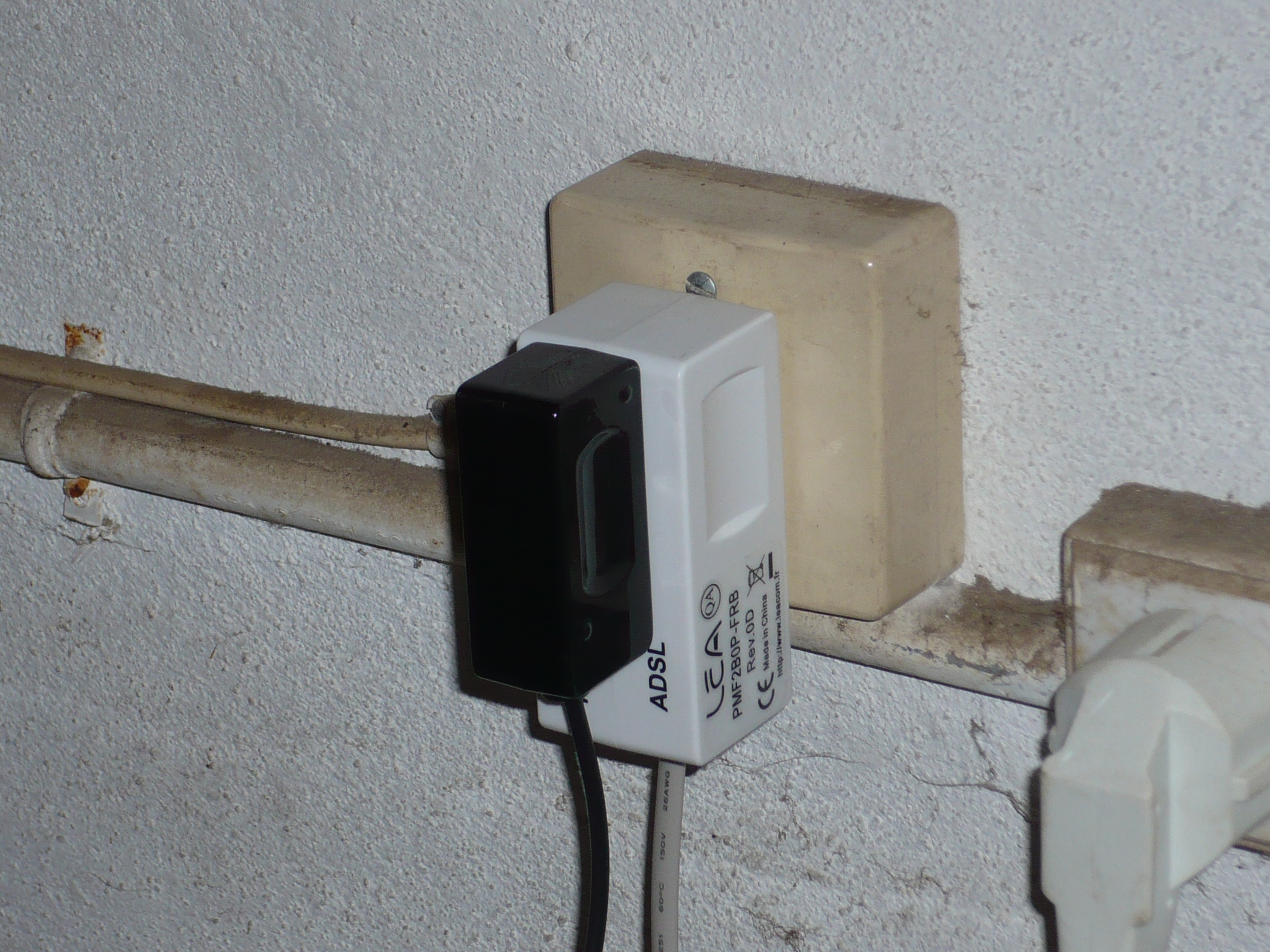
Prise de téléphone murale française avec filtre ADSL.

Une prise de téléphone est un dispositif technique qui, en téléphonie fixe, permet de réaliser le raccordement d'un terminal téléphonique au réseau téléphonique. Il se présente généralement sous la forme d'une prise murale femelle, à laquelle on connecte une fiche mâle liée au terminal.
Le standard utilisé varie selon les pays, mais la norme RJ11 (fondée sur des connecteurs 6P2C) est actuellement la plus répandue de par le monde.

## En France
En France, le connecteur F-010 (prise en T) a été utilisé jusqu'en 2003 ; depuis, la norme NF C 15-100 prescrit l'installation de prises 8P8C (souvent incorrectement appelées RJ45) à la norme CEI 60603-7, compatibles aussi bien avec les fiches téléphoniques RJ11 qu'avec les fiches TIA/EIA-568 des réseaux locaux Ethernet.
Le nouveau standard est obligatoire dans toute nouvelle installation depuis 2008, date d'entrée en vigueur de la nouvelle norme NF C 15-100. Le signal téléphonique transite sur les broches 4-5 de la 8P8C.
Les lignes analogiques du réseau public français utilisent donc désormais deux standards :
- prise en T avec 3, 6 ou 8 plots (contacts)[5] ;
- prise CEI 60603-7[5].

Toutefois, dans une même habitation, toutes les prises doivent être du même type.

## Le câblage
Une prise en T téléphonique utilise 8 connexions, chacune correspondant à un fil de couleur différente dans le câble : gris, blanc, bleu, violet, transparent, marron, jaune, orange.
Néanmoins, un téléphone n'a besoin que de deux fils (en général gris et blanc), les autres étant utilisés essentiellement pour les fax et précédemment pour installer une sonnerie additionnelle ou un minitel.

## Type de prises par pays
Chaque pays a standardisé les prises téléphoniques domestiques. Toutefois, tous les pays n'ont pas adopté les mêmes normes et standards.
On compte environ 44 différentes variations de prises, en y incluant la version israélienne de BS6312 avec différents raccordements internes des brochages.
Les installations spéciales utilisent divers types de prises spéciales, par exemple les prises micro ruban pour les autocommutateurs téléphoniques privés ainsi que la large gamme des registered jacks.
| Pays                          | Type de prise                                                                       |
| ----------------------------- | ----------------------------------------------------------------------------------- |
| Albanie                       | RJ11                                                                                |
| Algérie                       | RJ11                                                                                |
| Argentine                     | RJ11                                                                                |
| Australie                     | 610 (en), RJ11                                                                      |
| Autriche                      | TDO                                                                                 |
| Barbade                       | RJ11                                                                                |
| Belgique                      | Prise tétrapolaire, RJ11                                                            |
| Biélorussie                   | RJ11, Prise polonaise à 5 pôles (WT-4)                                              |
| Bolivie                       | RJ11                                                                                |
| Bosnie                        | RJ11, Prise à 3 pôles utilisée dans les pays de l'ex-Yougoslavie                    |
| Botswana                      | BS 6312                                                                             |
| Brésil                        | Prise Telebrás, RJ11                                                                |
| Brunei                        | RJ11                                                                                |
| Bulgarie                      | RJ11, Prise polonaise à 5 pôles (WT-4)                                              |
| Canada                        | RJ11                                                                                |
| îles Caïmans                  | RJ11                                                                                |
| Chili                         | RJ11                                                                                |
| République populaire de Chine | RJ11                                                                                |
| Colombie                      | RJ11, prise à 2 pôles, selon la norme nationale                                     |
| Costa Rica                    | RJ11                                                                                |
| Croatie                       | RJ11, Prise à 3 pôles utilisée dans les pays de l'ex-Yougoslavie                    |
| Chypre                        | BS 6312, RJ11                                                                       |
| République tchèque            | RJ11, Prise nationale à 4 pôles                                                     |
| Danemark                      | Prise téléphonique danoise, RJ11                                                    |
| République dominicaine        | RJ11                                                                                |
| Équateur                      | RJ11                                                                                |
| Égypte                        | RJ11                                                                                |
| Estonie                       | RJ11, Prise polonaise à 5 pôles (WT-4)                                              |
| îles Féroé                    | RJ11                                                                                |
| Finlande                      | RJ11, Prise nationale à 3 broches                                                   |
| France                        | F-010, 8P8C, (depuis 2003)                                                          |
| Allemagne                     | TAE, 8P8C,                                                                          |
| Gibraltar (Royaume-Uni)       | BS 6312                                                                             |
| Grèce                         | RJ11                                                                                |
| Hong Kong (Chine populaire)   | RJ11, BS 6312                                                                       |
| Hongrie                       | RJ11                                                                                |
| Inde                          | RJ11                                                                                |
| Indonésie                     | RJ11                                                                                |
| Iran                          | RJ11, CEI 23-16/VII, CEE 7/16                                                       |
| Irlande                       | RJ11, 8P8C,, prise à 4 contacts                                                     |
| Islande                       | RJ11, SS 455 15 50                                                                  |
| Israël                        | BS 6312 mais câblée différemment de la norme britannique, RJ11                      |
| Italie                        | Prise tripolaire, RJ11, BTicino 2021                                                |
| Japon                         | RJ11                                                                                |
| Lettonie                      | RJ11, Prise polonaise à 5 pôles (WT-4)                                              |
| Lituanie                      | RJ11, Prise polonaise à 5 pôles (WT-4)                                              |
| Liechtenstein                 | Prise TT83, prise TT à 4 pôles                                                      |
| Luxembourg                    | RJ11, Prise luxembourgeoise à 4 pôles                                               |
| Macedoine                     | RJ11, Prise à 3 pôles utilisée dans les pays de l'ex-Yougoslavie                    |
| Malaisie                      | RJ11                                                                                |
| Malte                         | BS 6312, RJ11                                                                       |
| Mexique                       | RJ11                                                                                |
| Monténégro                    | RJ11, Prise à 3 pôles utilisée dans les pays de l'ex-Yougoslavie                    |
| Maroc                         | F-010, RJ11                                                                         |
| Nigeria                       | RJ11                                                                                |
| Nouvelle-Zélande              | BS 6312, RJ11, 8P8C,                                                                |
| Norvège                       | 8P8C,, 3-prong national standard, 6-prong national standard                         |
| Pakistan                      | RJ11                                                                                |
| Panama                        | RJ11                                                                                |
| Pays-Bas                      | RJ11, prise téléphonique néerlandaise                                               |
| Pérou                         | RJ11                                                                                |
| Philippines                   | RJ11                                                                                |
| Pologne                       | RJ11, Prise polonaise à 5 pôles (WT-4) couplée à une prise RJ11                     |
| Portugal                      | RJ11                                                                                |
| Roumanie                      | RJ11, prise tripolaire semblable à la prise italienne, prise R.S.-79.809 à 5 pôles, |
| Russie                        | RJ11, Prise polonaise à 5 pôles (WT-4)                                              |
| Serbie                        | RJ11, Prise à 3 pôles utilisée dans les pays de l'ex-Yougoslavie                    |
| Singapour                     | RJ11                                                                                |
| Slovénie                      | RJ11, Prise à 3 pôles utilisée dans les pays de l'ex-Yougoslavie                    |
| Slovaquie                     | RJ11, Prise nationale à 4 broches                                                   |
| Afrique du Sud                | RJ11, Protea, 8P8C,                                                                 |
| Corée du Sud                  | Prise nationale à 4 broches, RJ11                                                   |
| Espagne                       | RJ11                                                                                |
| Sri Lanka                     | RJ11                                                                                |
| Suède                         | SS 455 15 50, RJ11                                                                  |
| Suisse                        | RJ45, RJ11, Prise TT83, prise TT à 4 pôles                                          |
| Taïwan (République de Chine)  | RJ11                                                                                |
| Thaïlande                     | RJ11                                                                                |
| Trinité-et-Tobago             | RJ11                                                                                |
| Tunisie                       | RJ11                                                                                |
| Turquie                       | RJ11, prise tripôlaire dans les installations plus anciennes                        |
| Ukraine                       | RJ11, Prise polonaise à 5 pôles (WT-4)                                              |
| Émirats arabes unis           | BS 6312                                                                             |
| Royaume-Uni                   | BS 6312, RJ11                                                                       |
| États-Unis                    | RJ11 et autres Registered jacks, Prises Bell à 4 pôles                              |
| Uruguay                       | RJ11                                                                                |
| Venezuela                     | RJ11                                                                                |
| Zimbabwe                      | BS 6312, RJ11                                                                       |